# Muhlenbergia glabriflora
Muhlenbergia glabriflora är en gräsart som beskrevs av Frank Lamson Scribner. Muhlenbergia glabriflora ingår i släktet muhlygräs, och familjen gräs. Inga underarter finns listade i Catalogue of Life.